# Rainer Berger
Rainer Berger (* 23. September 1944 in Benneckenstein) ist ein ehemaliger deutscher Sprinter, der für die DDR startete.
Bei den Olympischen Spielen 1964 in Tokio erreichte er mit der gesamtdeutschen Mannschaft das Halbfinale in der 4-mal-100-Meter-Staffel.
1966 wurde er mit der DDR-Mannschaft bei den Europameisterschaften in Budapest Vierter in der 4-mal-100-Meter-Staffel.
Mit dem SC Leipzig wurde er 1964, 1965, 1966 und 1967 DDR-Meister in der 4-mal-100-Meter-Staffel.
Seine persönliche Bestzeit über 100 Meter von 10,4 s stellte er 1964 auf.